# Жан-Пол Дидиелоран
Жан-Пол Дидиелоран (на френски: Jean-Paul Didierlaurent) е френски писател на произведения в жанра социална драма, любовен роман и документалистика.

## Биография и творчество
Жан-Пол Дидиелоран е роден на 2 март 1962 г. в Корнимон, Вож, Франция. Следва рекламистика в университета на Лотарингия в Нанси. След дипломирането си работи известно време в Париж и се връща във Вож като работи за компанията „Ориндж“.
От 1997 г. започва да участва в конкурси за кратък разказ, което дава старт на писателската му кариера. Първите му разкази „Градината на звездите“ „Процесията“ са публикувани през 1997 г. и за тях получава първите си награди. В следващите години разказите му печелят редица награди, като разказите му „Брум“ от 2010 г. и „Москито“ от 2012 г. печелят престижната международна награда „Хемингуей“.
Първият му роман „Четецът от влака в 6:27“ е издаден през 2014 г. В историята главният герой Гилен Виньол, имащ самотно и сиво съществуване, работи във фабрика за преработка на отпадъчна хартия. Всеки ден той хваща влака в 6:27 ч. и в него чете на пътуващите части от книги, които е взел от отпадъците. Но един ден му попада дневник на млада жена, и докато чете страници от дневника ѝ нещо се променя в маршрута на живота му. Жизнерадостният и трогателен роман получава наградата „Мишел Турние“, наградата за дебют на фестивала в Шамбери, наградата на читателите „Сезам“ и различни други награди.
Вторият му роман „Останалата част от техния живот“ е издаден през 2016 г. В историята се срещат красивата Манел и шофьорът на луксозна катафалка, които са въвлечени в необичайно пътуване към Женева сред забавни премеждия и нелепи недоразумения.
През 2009 г. е удостоен с отличието Кавалер на Ордена на изкуствата и литературата за заслугите му към френската литература.
Жан-Пол Дидиелоран умира от рак на 5 декември 2021 г. в Страсбург.

## Произведения

### Самостоятелни романи
- Le Liseur du 6h27 (2014)[2][3]
Четецът от влака в 6:27, изд.: ИК „ЕРА“, София (2016), прев. Гриша Атанасов
- Le Reste de leur vie (2016)
Останалата част от техния живот, изд.: ИК „ЕРА“, София (2016), прев. Гриша Атанасов
- La Fissure (2018)
- Malamute (2021)

### Разкази и новели
- Le Jardin des étoiles (1997) – награда „Анри Тома“[3]
- Procession (1997) – награда „Анри Тома“
- Miroir d'encre (1999) – награда „Льо Ман“
- L'Autre (2000) – награда на град Риантек
- Marée noire (2000) – награда на град Вилфранш дьо Руерг
- Reflets (2002) – награда на Вилньов ле Магелон
- L'Envol (2004) – награда на Нантер
- Le liseur (2005) – награда на Нантер
- Puntilla (2007)
- Confession intime (2008)
- Sanctuaire (2009)
- Brume (2010) – международна награда „Хемингуей“
- Mosquito (2012) – международна награда „Хемингуей“

### Сборници
- Macadam (2015)[2]
- Bec et ongles (2023)